# Lori Trahan
Lori A. Trahan, nata Loureiro (Lowell, 27 ottobre 1973), è una politica statunitense, membro della Camera dei Rappresentanti per lo stato del Massachusetts dal 2019.

## Biografia
Nata in una famiglia di origini portoghesi, Lori Loureiro studiò relazioni internazionali all'Università di Georgetown e dopo la laurea lavorò come capo di gabinetto del deputato Marty Meehan per poi essere assunta da un'azienda produttrice di software e da una società di consulenza. Nel 2005 sposò David Trahan del quale assunse il cognome e divenne madre di due figlie e tre figliastri.
Entrata in politica con il Partito Democratico, nel 2018 si candidò alla Camera dei Rappresentanti per il seggio lasciato da Niki Tsongas. Essendosi candidata in un distretto estremamente favorevole ai democratici, la Trahan affrontò delle primarie molto partecipate e riuscì ad emergere sugli altri nove candidati, venendo dichiarata vincitrice dopo un riconteggio dei voti che la vide superare il secondo classificato con un margine di soli 145 voti. A novembre la Trahan sconfisse l'avversario repubblicano e divenne così la prima donna di origini portoghesi ad essere eletta deputata al Congresso.